# Campanula alaskana
Campanula alaskana là loài thực vật có hoa trong họ Hoa chuông. Loài này được (A.Gray) W.Wight ex J.P.Anderson mô tả khoa học đầu tiên năm 1918.